# Carmen-Maja Antoni
Carmen-Maja Antoni (née le 23 août 1945 à Berlin) est une actrice allemande.

## Filmographie
- 1970 : Le Temps des cigognes (Zeit der Störche)
- 1987 : Käthe Kollwitz, images d'une vie (Käthe Kollwitz — Bilder eines Lebens)
- 2009 : Le Ruban blanc
- 2001 : Berlin is in Germany
- 1999 : Rencontres nocturnes

## Récompenses et distinctions
- 2008 : Deutscher Kritikerpreis, prix d'honneur dans la catégorie théâtre